# Amphiesmoides ornaticeps
Genre
Espèce
Synonymes
- Tropidonotus ornaticeps Werner, 1924
- Natrix andrewsi Schmidt, 1925

Statut de conservation UICN

 LC  : Préoccupation mineure
Amphiesmoides ornaticeps, unique représentant du genre Amphiesmoides, est une espèce de serpents de la famille des Natricidae.

## Répartition
Cette espèce se rencontre :
- en Chine à Hainan, dans l'Est du Guangxi et au Fujian ;
- au Viêt Nam dans les provinces de Bắc Giang, de Hòa Bình et de Nghệ An.

## Publications originales
- Malnate, 1961 : Amphiesmoides, a new genus for Tropidonotus ornaticeps Werner (Serpentes: Colubridae). Notulae naturae of the Academy of Natural Sciences of Philadelphia, vol. 341, p. 1-7 (texte intégral).
- Werner, 1924 : Neue oder wenig bekannte Schlangen aus dem Naturhistorischen Staatsmuseum in Wien. Sitzungsberichte der Kaiserliche Akademie der Wissenschaften in Wien, vol. 133, p. 29-56.